# إيستر (فرنسا)
 ايستر، (بالفرنسية: Istres)،
تنطق بالفرنسية: [:istʁ]
، (الأوكيتانية: Istre)، هي بلدية في جنوب فرنسا، على بعد حوالي 60 كم (38 ميل) شمال غرب مرسيليا. تقع في منطقة إقليم ألب كوت دازور، في إقليم بوش دو رون، وهي عاصمة دائرة بنفس الاسم.

## المناخ
يظهر الجدول التالي التغييرات المناخية على مدار السنة لايستر:
| البيانات المناخية لـايستر                                    | البيانات المناخية لـايستر | البيانات المناخية لـايستر | البيانات المناخية لـايستر | البيانات المناخية لـايستر | البيانات المناخية لـايستر | البيانات المناخية لـايستر | البيانات المناخية لـايستر | البيانات المناخية لـايستر | البيانات المناخية لـايستر | البيانات المناخية لـايستر | البيانات المناخية لـايستر | البيانات المناخية لـايستر | البيانات المناخية لـايستر |
| الشهر                                                        | يناير                     | فبراير                    | مارس                      | أبريل                     | مايو                      | يونيو                     | يوليو                     | أغسطس                     | سبتمبر                    | أكتوبر                    | نوفمبر                    | ديسمبر                    | المعدل السنوي             |
| ------------------------------------------------------------ | ------------------------- | ------------------------- | ------------------------- | ------------------------- | ------------------------- | ------------------------- | ------------------------- | ------------------------- | ------------------------- | ------------------------- | ------------------------- | ------------------------- | ------------------------- |
| الدرجة القصوى °م (°ف)                                        | 21.0 (69.8)               | 23.3 (73.9)               | 26.0 (78.8)               | 29.8 (85.6)               | 34.5 (94.1)               | 44.3 (111.7)              | 39.5 (103.1)              | 39.8 (103.6)              | 34.9 (94.8)               | 30.9 (87.6)               | 25.2 (77.4)               | 20.3 (68.5)               | 44.3 (111.7)              |
| متوسط درجة الحرارة الكبرى °م (°ف)                            | 11.2 (52.2)               | 12.4 (54.3)               | 15.6 (60.1)               | 18.3 (64.9)               | 22.5 (72.5)               | 27.1 (80.8)               | 30.2 (86.4)               | 29.8 (85.6)               | 25.4 (77.7)               | 20.6 (69.1)               | 14.8 (58.6)               | 11.6 (52.9)               | 20.0 (68.0)               |
| المتوسط اليومي °م (°ف)                                       | 7.0 (44.6)                | 7.8 (46.0)                | 10.7 (51.3)               | 13.3 (55.9)               | 17.4 (63.3)               | 21.5 (70.7)               | 24.6 (76.3)               | 24.2 (75.6)               | 20.3 (68.5)               | 16.3 (61.3)               | 10.8 (51.4)               | 7.7 (45.9)                | 15.2 (59.4)               |
| متوسط درجة الحرارة الصغرى °م (°ف)                            | 2.8 (37.0)                | 3.2 (37.8)                | 5.7 (42.3)                | 8.3 (46.9)                | 12.2 (54.0)               | 16.0 (60.8)               | 18.9 (66.0)               | 18.6 (65.5)               | 15.3 (59.5)               | 11.9 (53.4)               | 6.9 (44.4)                | 3.8 (38.8)                | 10.3 (50.5)               |
| أدنى درجة حرارة °م (°ف)                                      | −11.1 (12.0)              | −13.6 (7.5)               | −7.2 (19.0)               | −1.4 (29.5)               | 3.1 (37.6)                | 6.7 (44.1)                | 9.0 (48.2)                | 9.6 (49.3)                | 5.1 (41.2)                | −2.0 (28.4)               | −4.9 (23.2)               | −12.6 (9.3)               | −13.6 (7.5)               |
| الهطول مم (إنش)                                              | 53.9 (2.12)               | 36.2 (1.43)               | 33.9 (1.33)               | 53.1 (2.09)               | 42.2 (1.66)               | 25.7 (1.01)               | 10.2 (0.40)               | 26.5 (1.04)               | 76.8 (3.02)               | 84.8 (3.34)               | 60.2 (2.37)               | 50.8 (2.00)               | 554.3 (21.82)             |
| متوسط أيام هطول الأمطار (≥ 1.0 mm)                           | 5.2                       | 4.3                       | 4.2                       | 5.9                       | 4.7                       | 3.3                       | 1.4                       | 2.6                       | 4.3                       | 6.1                       | 6.1                       | 5.5                       | 53.5                      |
| متوسط الأيام المثلجة                                         | 0.8                       | 0.8                       | 0.3                       | 0.0                       | 0.0                       | 0.0                       | 0.0                       | 0.0                       | 0.0                       | 0.0                       | 0.1                       | 0.8                       | 2.8                       |
| متوسط الرطوبة النسبية (%)                                    | 74                        | 71                        | 67                        | 65                        | 65                        | 63                        | 59                        | 62                        | 69                        | 73                        | 73                        | 75                        | 68                        |
| المصدر #1: Meteo France                                      |                           |                           |                           |                           |                           |                           |                           |                           |                           |                           |                           |                           |                           |
| المصدر #2: Infoclimat.fr (humidity and snowy days 1961–1990) |                           |                           |                           |                           |                           |                           |                           |                           |                           |                           |                           |                           |                           |

## توأمة
لايستر اتفاقيات توأمة مع:
- رادولفتسل

## أعلام
- بول ماتيولي
- جان باتيست ريجيس
- جويلاومي جيجليوتي
- يوسف سيكور
- فلوريان تارديو